# 鳳凰星座の一輝
鳳凰星座の一輝（フェニックスのイッキ）は車田正美の漫画『聖闘士星矢』および、それを原作とするアニメに登場する架空の人物。
作中ではほぼフェニックス一輝と呼称されている。アニメの公式表記も同じ。

## 来歴
グラード財団総帥の城戸光政の非嫡出子として産まれる。聖闘士への修行に際して俗世間からの情を断ち切るため、光政からは認知されていなかった。瞬とは父母を同じくする実兄であり、幼い頃から2人きりの兄弟として育つ。瞬と共にグラード財団による聖闘士養成の道を余儀なくされ、修行地を選択するくじ引きの際、赤道直下の南太平洋に位置し灼熱地獄と呼ばれるデスクィーン島を引き当てた瞬に代わり自らその修行地を選ぶ。瞬が代わりに引き当てたアンドロメダ島が、デスクィーン島となんら変わらない地獄であると知ったとき、瞬をいま一度救わんと孤児院を脱走しようとして失敗する。その際に1万ボルトの高圧電流を浴びても死ななかったことから、既に不死身の片鱗が見えていた。
暗黒聖闘士を封印していた仮面の聖闘士ギルティーに師事し、憎しみによって小宇宙を燃やす独特の教えを受けるが、元来男気あふれる優しい性格のため、聖闘士の資格はなかなか取得できなかった。ギルティーの心情としては一輝が幼少から日本の古武道を学んでいた為に上下関係を重んじ礼儀作法を示した事を懐疑に思い「敵は誰であろうと躊躇なく倒せ」という自分の信念に反していた事に憤りを感じていた。アニメ版ではギルティーはエスメラルダの父親という変更点はあるが、原作共々に守護星座はおろか謎の人物のまま、一輝に絶命させられる。
デスクィーン島で出会った瞬にそっくりな少女、エスメラルダと親しくなるが修行の最終日に師の攻撃をかわした際の余波でエスメラルダを死なせてしまったことで正義の心を封じ込め、自らの拳でギルティーを倒した。額の傷は、この時にギルティーの拳を避けようとしたときに負ったものである。その直後、自分に過酷な運命を負わせた城戸光政こそが父親であり、すでに5年前に死亡していることをギルティーから知らされる。やり場のない憎しみが爆発したことにより、エスメラルダの死の哀しみを押し殺し、城戸光政の血を引く者、息のかかった者全てを滅ぼすことを決意する。暗黒聖闘士の暗黒四天王、そして暗黒聖闘士の長であるジャンゴを倒し、鳳凰星座の聖闘士の称号を得ると、ジャンゴに代わり暗黒聖闘士の長に就くこととなる。
暗黒聖闘士を操りグラード財団の開催する銀河戦争を襲撃し、沙織とグラード財団、星矢たち異母兄弟、さらには大事に思っていた弟・瞬とすらも敵対したが、死力を尽くしてぶつかり合った末に改心し、皆が兄弟である真実を語り本来の弟想いな自分を取り戻した。以後は星矢たちの味方となる。
なお、アニメでは星矢たちと城戸光政との間に血縁関係はないという設定から、一輝はアーレスに洗脳されたギルティーにより悪の聖闘士に仕立て上げられ、アーレスの刺客として星矢たちの抹殺を企んだとされている。15話のドクラテスとの戦いで、土砂崩れに巻き込まれて生死不明になったが、22話で瞬が炎熱聖闘士との戦いで苦戦中に復活した。
冥王ハーデス編では、幼少時に瞬をハーデスの肉体として狙って遭遇したパンドラから痛めつけられながらも、小宇宙を発揮して何とか瞬を守り抜いた過去が明らかになる。なお、その出来事についてはパンドラによって記憶を薄れさせられていた。
『聖闘士星矢 NEXT DIMENSION 冥王神話』においては、城戸沙織を危機に陥れた頭目（アルテミス）を成敗しようと単独でオリンポスに乗り込んだ後、沙織らの後を追って過去へ飛び、十二宮で戦闘を繰り広げている。
また、アニメオリジナルの続編『聖闘士星矢Ω』にも登場。過去のマルス戦の後に新たな敵の出現を予感し、1級パラサイトのアイガイオンと戦い聖剣・重爆雷斬刃にヒビを入れた。カノン島で傷を癒した後にパラスベルダに赴き、光牙達の前に現れて叱咤した後、圧倒的な力を見せてミラーを撤退に追い込んだ。
そして、再度アイガイオンと対峙し、重爆雷斬刃を破壊し、最期は彼を道連れに消滅したと思われたが、時空の狭間からアイガイオンにより地上へ戻される。戻ってきたタイミングによるものか、サターンのクロノコンクルージョンエターナルから逃れ石化されておらず、この時アテナの声に呼応し、小宇宙を光牙に送り届け手助けをしている。

## 人物像
聖闘士として初めて現れた際には、ギルティーから植えつけられた、城戸光政の血に対する憎悪を全身からみなぎらせており、皆を恐れさせた。彼の眼には憎しみしか映っておらず、暗黒聖闘士にすらそれほどの眼を持った者はいないとブラックアンドロメダは驚いていた。しかしそれは、実際には一輝が無理をして偽悪的に醸し出していたものであり、その眼についてもシャカは一点の濁りすらないと言っている。実際、ギルティーから憎しみを持つよう仕込まれた6年間も、彼は憎しみを身につけることはまるでできておらず、罵られていた。一輝の憎しみは、エスメラルダを失ったショックと自分の出生に対するショックを同時に味わったことから、無理に急いて作り上げたものでしかなかった。憎しみからの解放後は幼い頃のように弟を気遣う兄に戻った。但し原作とアニメでは若干キャラクターが違っており、アニメ版では原作との帳尻合わせの為に仲間になった後、一度離脱している。加えて原作では圧倒していた白銀聖闘士に対しても事情から「聖衣さえあれば」と劣勢のシーンもあった。
馴れ合いを好まず普段は単独行動をとっているが、聖闘士としての使命感は固く、仲間の危機には駆けつける。実弟の瞬のことは、一度は拳を向けたことがあるものの誰よりも大事に思っており、星矢達と和解してからは瞬がピンチの時は必ず駆けつける。また、敵でこそないものの城戸沙織（アテナ）に忠誠を誓っている訳ではなく、（結果的にはアテナを救うが）彼が力を貸すのは星矢達のピンチを救うためである。瞬以外にはあまり直接的な情を現すことは少ないものの、リュムナデスに敗北した後の氷河のプライドを尊重するような態度もさり気なく取る等、彼なりの気遣いはしている。氷河との暗黒聖闘士を従えていた初対戦でも、自分と似た孤高さは認めており、その時に氷河に凍結された右腕を「いずれヒジから落ちるぞ（使えなくなる）、カノン島の噴煙に身を置け」と言われ斜に構えた口振りながら「こう言う時は礼を言えばいいのかな」と感謝は表している。
星矢たちと異なり憩いの場所と呼べるものがないのは弟の瞬同様で、闘いのない時に何をしているのかは原作では描かれていない。デスクィーン島で自分を気遣ってくれた瞬と酷似した少女エスメラルダは、瞬と同様に大切な相手であり、アニメのみ、エスメラルダの想い出のある場所として一輝がデスクィーン島を訪れる描写がある。リュムナデスとの対戦時は、すぐ隣に本物の瞬がいたとはいえ弟の姿を模した相手を躊躇なく貫くことができる容赦のなさを見せたが、それがもしエスメラルダの姿であったならば自分は殺されていたと述べている。ただし冥王ハーデス編で瞬がハーデスに憑依された時は、瞬の望み（瞬の肉体ごとハーデスを倒す）であるにもかかわらず、苦悩の末瞬への攻撃を直前で止めてしまった。
青銅聖闘士最強といわれる実力者であり、その強さは青銅聖闘士を超越し、格上の白銀聖闘士・御者座のカペラを一撃で葬っている。「恐ろしく攻撃的」と称される小宇宙を持ち、初対面である敵にすら「青銅最強の聖闘士」として知れ渡っている。闘う相手も乙女座のシャカ、双子座のサガ、ベネトナーシュのミーメ 、アルコルのバド 、海龍のカノン、ガルーダのアイアコス、など、敵の最強クラスであることが多い。その守護星座である鳳凰（フェニックス）の如く、強力な敵との戦いにおいて消滅したと思われても必ず蘇り、仲間の危機にはさらに強大且つ苛烈な小宇宙を発し、その身に爆炎を纏い現れる。十二宮編では双子座のサガから二度、海皇ポセイドン編では海龍のカノンから二度、『聖闘士星矢 NEXT DIMENTION 冥王神話』では双子座のカインから一度と合計5度にわたりギャラクシアンエクスプロージョンの直撃を受けるが、生き残っている。そして、獅子座のカイザーから次世代の獅子座の黄金聖闘士の資格があると認められる。
また敵への攻撃も容赦が無く、海皇ポセイドン編では「チマチマと柱を倒すのは性に合わない」と海闘士よりポセイドンへの攻撃を優先したり、女性相手には手ぬるくなる星矢達とは違い、パンドラやラスクムーンなどの女性相手にも全く手加減をしていない（彼曰く「俺は（悪には容赦がないので）星矢達と違いフェミニストではない」との事）。

## 他作品

### 『聖闘士星矢 Legend of Sanctuary』
映画『聖闘士星矢 Legend of Sanctuary』では、20歳。180cm。瞬の兄で青銅聖闘士最強。髪型はオールバック。群れるのを嫌い常に単独行動をしているが、弟の危機の際は何処からともなく現れる。沙織に矢を放ち逃走したトレミーの前に現れ彼を一撃で葬り、十二宮では人馬宮に炎と共に現れシュラへ果敢に挑む。

## 聖衣
鳳凰星座の聖衣
師ギルティーを倒したのち、デスクイーン島を席巻していた暗黒聖闘士の長・ジャンゴを倒し手に入れた聖衣。最強の青銅聖衣とされるこの聖衣は、聖衣の力を引き出すだけの小宇宙の持ち主でなければ纏うことはできず、それだけに鳳凰星座の聖闘士は未来永劫現れないとまでいわれていたが、聖闘士の歴史上、一輝が初めて鳳凰星座の聖闘士の称号を手にした。原作では不死鳥の炎をイメージしたオレンジ色の彩色で描かれているが、アニメ版では聖域十二宮編までは白とピンク（初期青銅聖衣）を、北欧アスガルド編（新生青銅聖衣）以降は紺を基調にした配色となっている。また、原作では12宮編サガとの戦いの前にシャカによって新生青銅聖衣（ベルトのバックル形状が連載時とコミックスとで異なる）へ自己進化したが、アニメでは北欧アスガルド編で変更しているという違いもある。
全聖衣の中で唯一、他の聖衣とは異なり強い自己修復機能を持っており、破壊されても一握りの灰さえあれば完全に甦る。この機能はシャカも「黄金聖衣にもないもの」と驚嘆した。アニメでは聖域十二宮戦の直後の修復前にシャカの血を受けたことがある（その力でポセイドン戦の最後のみ、他の4人と共に黄金色に変化した）。尾の部分は、牽制攻撃として手裏剣のように使用することもできる。初登場時にはマスクと共に遮光ゴーグルが装備されていた。原作では第２形態はシャカと共に生還した処女宮において灰からシャカが新生聖衣を与えた事になっており、これが鳳凰星座初の進化となっていて、そのまま双子星座のサガとの決戦に挑む事になる（その際、追い詰めても「教皇（サガ）を見逃してやってくれ、本質は正義だ」とシャカはサガの二面性を見抜いていた）。
さらに自己進化能力もあり、サガとの戦いに挑んだ際（原作：新生青銅聖衣）や、冥界に赴いた際（最終青銅聖衣）には形状までもが変化した。鳳凰の翼は装着時には収納されているが、パンドラの首鐶を受け取りエリシオンに向かう際には翼が展開した。エリシオンの最終決戦においてはアテナの血を受け、他の青銅聖衣と共に神聖衣へと進化を遂げた。
続編『聖闘士星矢 NEXT DIMENSION 冥王神話』では神聖衣から元の青銅聖衣の姿に戻っているが、自己修復能力が機能しておらず、全身にヒビが入ったままである。
獅子座の黄金聖衣
冥王ハーデス編でのタナトスとの戦いでは鳳凰星座の青銅聖衣を破壊されるものの、直後にポセイドンに送られた獅子座の黄金聖衣を身につけている。しかし全く抵抗する暇も無くタナトスに粉々に破壊されてしまった。

## 必殺技
鳳凰幻魔拳（ほうおうげんまけん）
相手の心の中に潜んでいる恐怖心を増大させることで、相手の神経にダメージを与え、幻覚や悪夢を見せて精神を破壊する技。その威力はサガ・カノン兄弟が用いた伝説の魔拳・幻朧魔皇拳に匹敵する程で、この技で精神をズタズタにされた相手の体には、力はほとんど残らない。
威力を調節することで、相手を操ったり、自白させたりすることも可能。一度拳で攻撃を当てた後に幻覚が発動する、遅効性の鳳凰幻魔拳も存在し、御者座のカペラに対して使用した。
なお富士山麓での戦いでは氷河に跳ね返された幻魔拳を一輝自身が浴びてしまい、デスクイーン島での忌まわしい記憶は呼び覚まされたものの、それらの過去の出来事により既に精神は傷だらけであるとして、さらなるダメージは受けなかった。またシャカにも通用せず、逆に賽の河原の幻影を見せられている。拳から放つ、指差しから放つ、または単に相手と向き合って放つなど様々である。
また、ミラーのように最初から精神が破綻している者にはこの技は効かず、アイガイオンは自ら精神と肉体を傷つけることで幻魔拳に耐え抜いてみせた。
鳳翼天翔（ほうよくてんしょう）
小宇宙を最大限に高めた拳により、鳳凰の羽ばたきのような強力な烈風と渦を巻く炎を放って相手を吹き飛ばす技。
一輝最大の技で威力は凄まじく、直撃させた時中堅クラスの敵ならば身に纏う防具ごと粉砕し、時には複数名の敵を一撃で葬る事も出来る。エリシオンではタナトスのマスクを真っ二つにしてみせた。その一方で前述の通り敵の最強クラスの相手と対戦することが多いゆえ、その実力差からほぼ不発に終わることも多く、シャカやサガには何度もあしらわれている。なお、初期は鳳凰天翔であった。片手及び両手の拳型と、平手型もある。

## キャスト
声優
- 堀秀行（TV版、OVA『冥王ハーデス十二宮編編』、劇場版第1〜5作）
  - 上村典子（TV版・幼少期）

- 小西克幸（OVA『冥王ハーデス冥界編』以降の関連作品）
  - 豊嶋真千子（OVA版『冥王ハーデス冥界編』・幼少期）

- 杉田智和（聖闘士星矢Ω、中国版『聖闘士星矢 ライジングコスモ』）
- 野島健児（LEGEND of SANCTUARY）
- 浪川大輔（『聖闘士星矢 The Beginning』日本語吹替）

俳優
- 稲垣吾郎（1991年ミュージカル）
- 広瀬友祐（2011年ミュージカル）
- ディエゴ・ティノコ（聖闘士星矢 The Beginning）